# James O. Berger
James Orvis „Jim“ Berger (* 6. April 1950 in Minneapolis) ist ein US-amerikanischer mathematischer Statistiker.

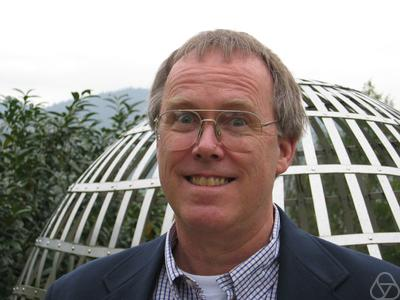
James O. Berger, Oberwolfach 2005

Berger studierte an der Cornell University mit dem Bachelor-Abschluss 1971, dem Master-Abschluss 1973 und er wurde dort 1974 bei Lawrence David Brown (1940–2018) promoviert (Admissibility in Location Parameter Problems). Er wurde 1974 Assistant Professor und später Professor für Statistik an der Purdue University. Seit 1997 ist er Professor an der Duke University. 2002 bis 2010 war er dort auch Direktor des Statistical and Applied Mathematical Sciences Institute.
Er ist Mitglied der National Academy of Sciences, auswärtiges Mitglied der Königlich spanischen Akademie der Wissenschaften (2002) und Fellow des Institute of Mathematical Statistics, dessen Präsident er 1995/96 war, der American Statistical Association (deren Abteilung Bayes-Statistik er 1995 vorstand) und der American Association for the Advancement of Science. 1998 bis 2000 war er Mitherausgeber der Annals of Statistics. Er war Guggenheim Fellow, Sloan Research Fellow und R. A. Fisher Lecturer (2001) und Wald Lecturer. 2004 wurde er Ehrendoktor der Purdue University und 2011 Honorarprofessor der East China Normal University. Für 2015 wurde ihm der Wilks Memorial Award zugesprochen.
Berger befasste sich mit Bayes-Statistik, Grundlagen der Statistik, statistischer Entscheidungstheorie, Simulation, Auswahl von Modellen und Verbindungen der Statistik zur Astronomie und der Schnittstelle von Computermodellen und Statistik.

## Schriften
- Statistical decision theory. Foundations, concepts, and methods. Springer, New York u. a. 1980, ISBN 0-387-90471-9 (Ab der 2. Auflage als: Statistical decision theory and Bayesian analysis. 2. Auflage. ebenda 1985, ISBN 0-387-96098-8).
- mit Robert L. Wolpert: The likelihood principle (= Institute of Mathematical Statistics. Lecture Notes. Monograph Series. 6). Institute of Mathematical Statistics, Hayward CA 1984, ISBN 0-940600-06-4.